# Emi Inui
Emi Inui (乾 絵美, Inui Emi) (née le 26 octobre 1983 à Kakogawa) est une joueuse de softball japonaise. Elle remporte lors des Jeux olympiques d'été de 2004 la médaille de bronze avec l'équipe du Japon qui se classe derrière les États-Unis et l'Australie.